# Jasiona (Lubrza)

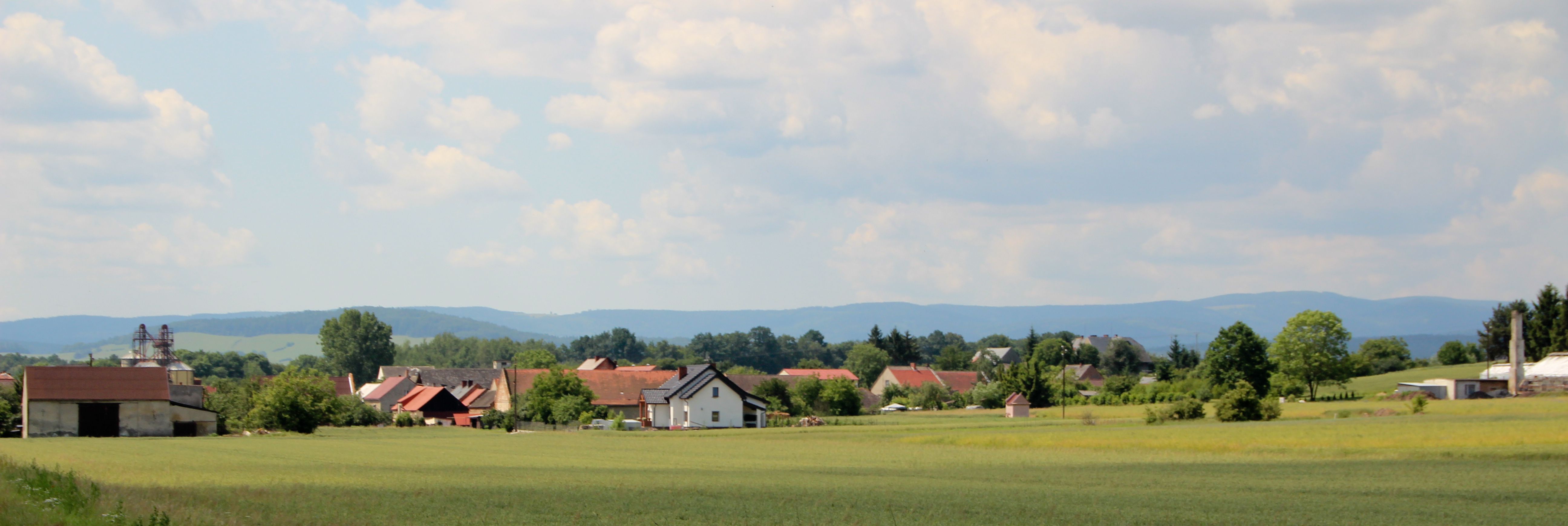
Blick über Jasiona

Jasiona (deutsch Jassen) ist ein Ort in der Landgemeinde Lubrza im Powiat Prudnicki der Woiwodschaft Opole  in Polen.

## Geographie
Das Straßendorf Jasiona liegt im Süden der Region Oberschlesien etwa drei Kilometer südlich von Lubrza, drei Kilometer südöstlich von Prudnik und 50 Kilometer südwestlich von Opole in der Schlesischen Tiefebene am linken Ufer der Prudnik, einem linken Nebenfluss der Osobłoga (Hotzenplotz).
Nachbarorte von Jasiona sind im Nordwesten Prudnik (Neustadt O.S.), im Osten Skrzypiec (Kreiwitz) und im Süden Trzebina (Kunzendorf).

## Geschichte

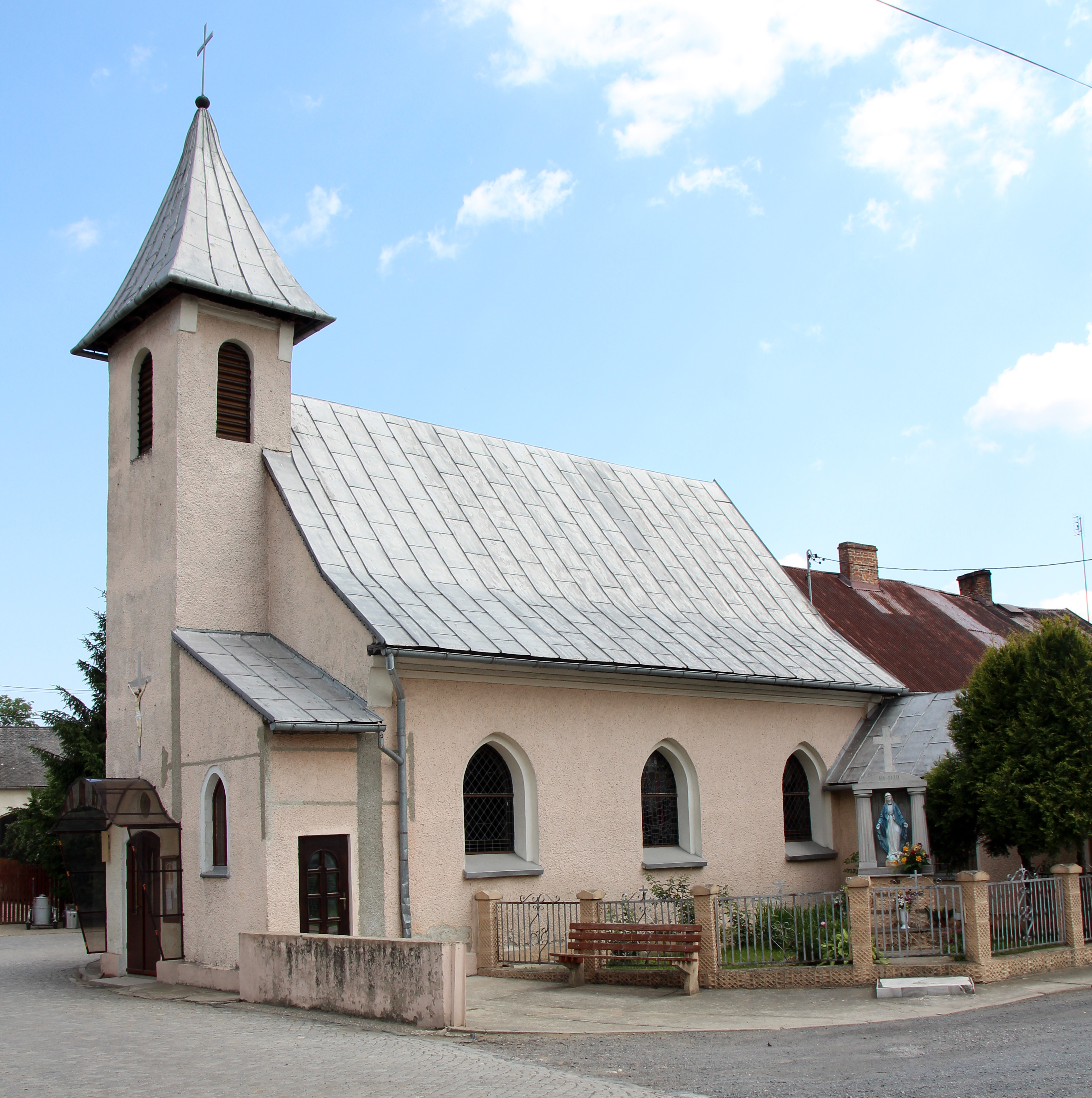
Marienkirche

Erstmals erwähnt wurde der Ort im Jahr 1285 als Jesion. 1484 wird der Ort als Jassen erwähnt. 1534 wird erstmal der Ortsname Jassen erwähnt.
Nach dem Ersten Schlesischen Krieg 1742 gelangte Jassen mit dem größten Teil Schlesiens an Preußen.
Nach der Neuorganisation der Provinz Schlesien gehörte die Landgemeinde Jassen ab 1816 zum Landkreis Neustadt O.S. im Regierungsbezirk Oppeln. 1845 bestanden im Dorf eine katholische Schule, eine Wassermühle sowie weitere 65 Häuser. Im gleichen Jahr lebten in Jassen 387 Menschen, davon 13 evangelisch. 1855 lebten 440 Menschen in Jassen. 1865 bestanden im Ort eine Erbscholtisei, 15 Bauer-, 20 Gärtner- und 19 Häuslerstellen. Die katholische Schule wurde im gleichen Jahr von 82 Schülern besucht. Eingepfarrt waren die Bewohner nach Neustadt. 1874 wurde der Amtsbezirk Kunzendorf gegründet, welcher aus den Landgemeinden Jassen und Kunzendorf und dem Gutsbezirk Kunzendorf bestand.
1933 lebten in Jassen 426 sowie 1939 419 Menschen. Bis 1945 befand sich der Ort im Landkreis Neustadt O.S.
1945 kam der bisher deutsche Ort unter polnische Verwaltung und wurde in Jasiona umbenannt und der Woiwodschaft Schlesien angeschlossen. Die deutsche Bevölkerung wurde vertrieben. 1950 kam der Ort zur Woiwodschaft Oppeln. 1999 kam der Ort zum Powiat Prudnicki.

## Sehenswürdigkeiten

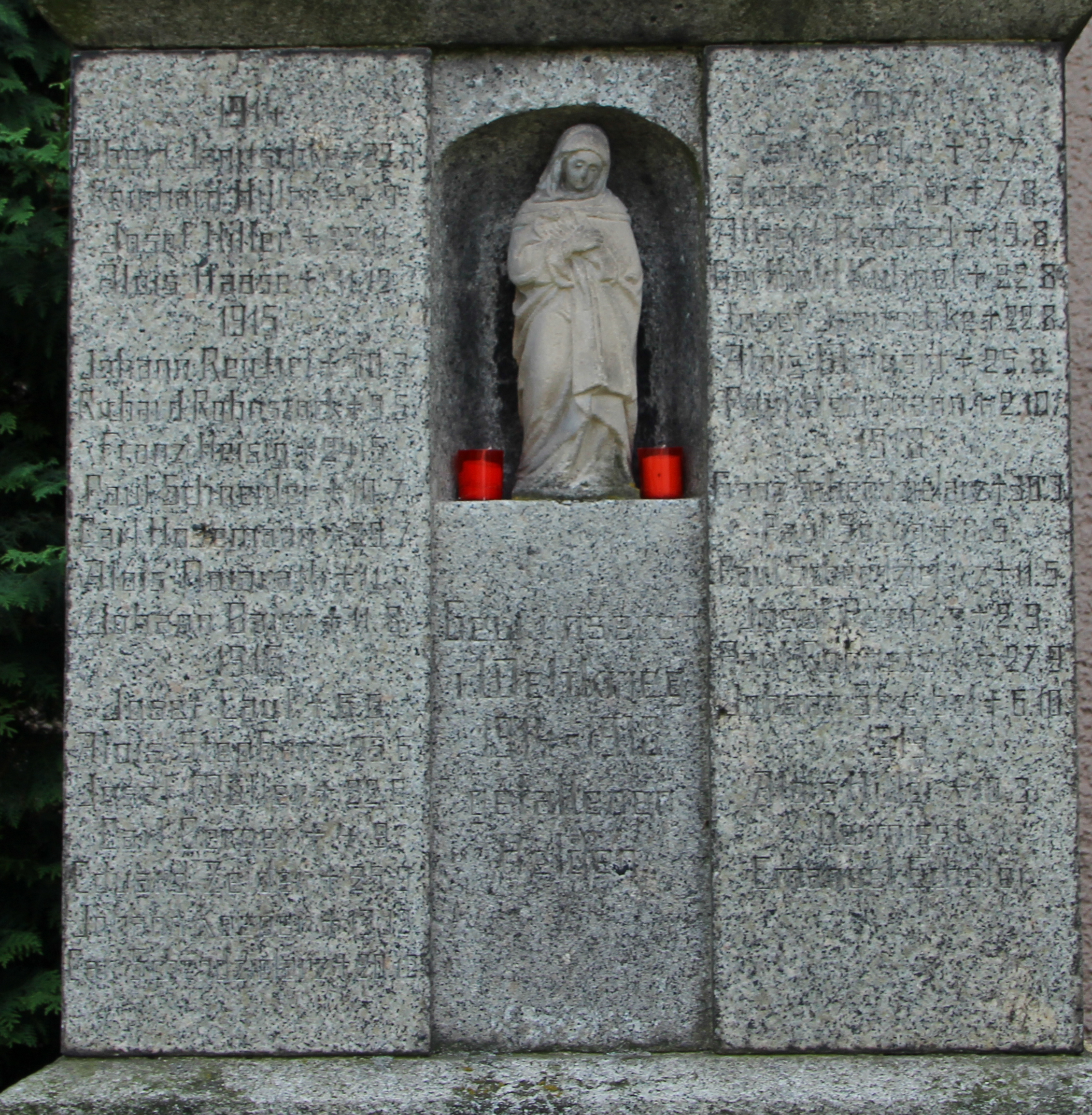
Gefallenendenkmal

- Die römisch-katholische Marienkirche (poln. Kościół Najświętszej Marii Panny) wurde 1900 erbaut.
- Denkmal für die Gefallenen des Ersten Weltkriegs
- Gutshaus Jassen
- Steinerne Wegekapelle
- Sühnekreuz